# Sankt Stefan im Rosental
Sankt Stefan im Rosental est une commune autrichienne du district de Südoststeiermark en Styrie.